# Achias mallochi
Achias mallochi är en tvåvingeart som beskrevs av Mcalpine 1994. Achias mallochi ingår i släktet Achias och familjen bredmunsflugor. Inga underarter finns listade i Catalogue of Life.